# Cossombrato
Cossombrato (Cossombrà in piemontese) è un comune italiano di 507 abitanti della provincia di Asti nel territorio storico dell'Astesana, in Piemonte.
Il comune fa parte dell'Unione Comunale Comunità Collinare Val Rilate

## Storia
Di origine antichissima, nel medioevo fu possesso dei vescovi di Asti. Nel 1290 fu teatro della lotta tra guelfi e ghibellini. Nel 1320 i Pelletta eressero un castello, in cui si rifugiarono durante il periodo di lotta contro i Solaro. Dell'imponente castello rimangono ora le strutture più importanti, anche se in parte sono state rammodernate in varie epoche successive.

La chiesa di San Rocco è del 1700: a quanto riferiscono gli scritti del tempo, fu eretta per debellare la pestilenza dell'afta epizootica.

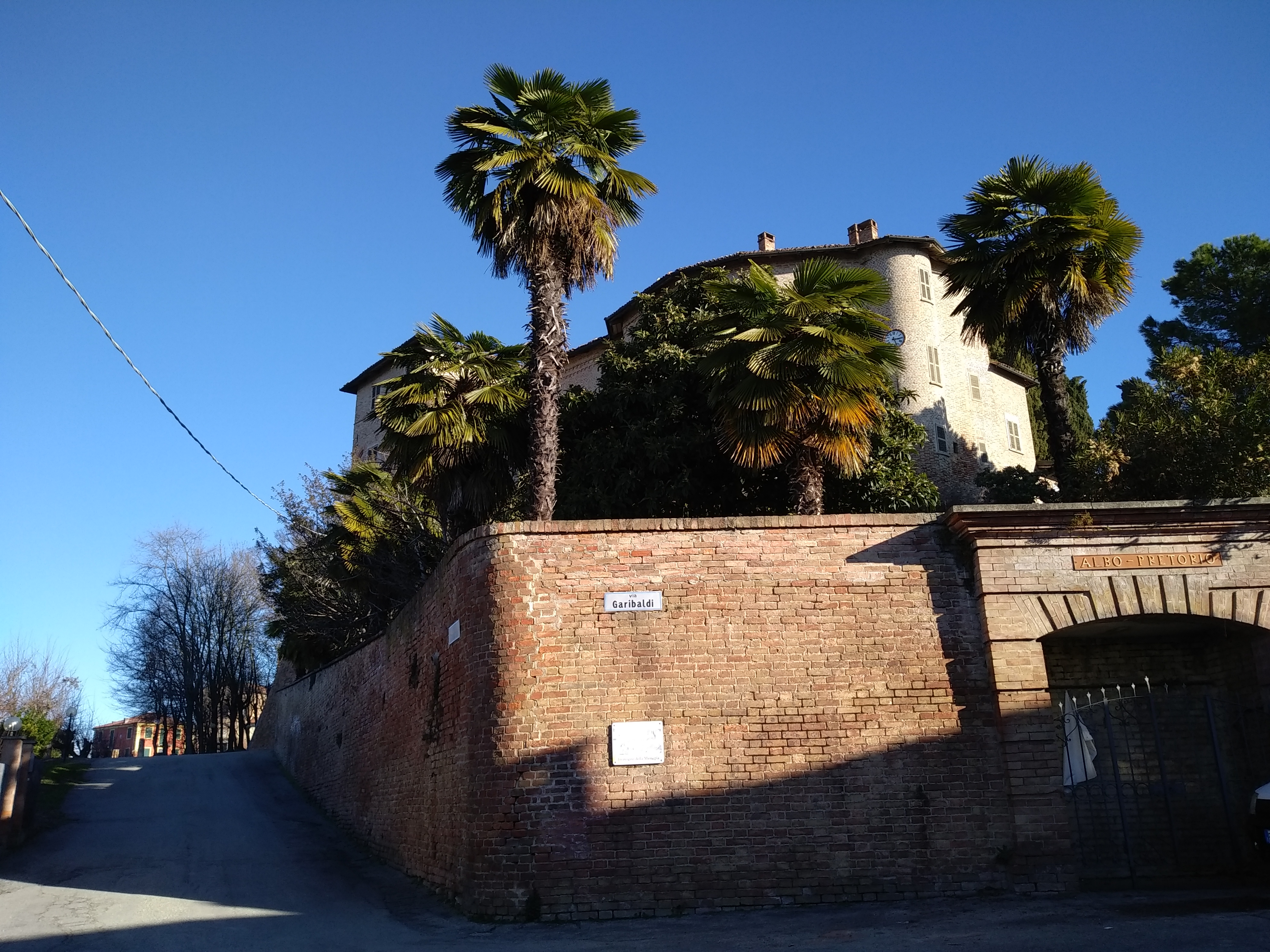
Il castello di Cossombrato da via Garibaldi - foto 2021

### Simboli
Lo stemma e il gonfalone sono stati concessi con decreto del presidente della Repubblica 17 ottobre 1992.
(D.P.R. del 17 ottobre 1992)
Il leone rampante è ripreso dallo stemma della famiglia Pelletta (d'oro, al leone d'azzurro, armato e lampassato di rosso, coronato del campo), nobili banchieri astigiani, possessori di casane in Valle d'Aosta e Savoia, e feudatari di Cossombrato.
Il gonfalone è un drappo di azzurro.

## Società

### Evoluzione demografica
Negli ultimi cento anni, a partire dal 1921, la popolazione residente è dimezzata.
Abitanti censiti

## Infrastrutture e trasporti
La stazione di Chiusano-Cossombrato fu attivata nel 1912 lungo la cessata ferrovia Chivasso-Asti, il cui esercizio fu definitivamente sospeso nel 2011.
Tra il 1882 e il 1915 Cossombrato fu servito dalla tranvia Asti-Cortanze.

## Amministrazione
Di seguito è presentata una tabella relativa alle amministrazioni che si sono succedute in questo comune.
| Periodo        | Periodo        | Primo cittadino    | Partito                           | Carica  | Note  |
| -------------- | -------------- | ------------------ | --------------------------------- | ------- | ----- |
| 19 giugno 1985 | 21 maggio 1990 | Renato Brochetto   | Democrazia Cristiana              | Sindaco | [ 7 ] |
| 21 maggio 1990 | 10 maggio 1994 | Pierpaolo Gherlone | Democrazia Cristiana              | Sindaco | [ 7 ] |
| 30 maggio 1994 | 24 aprile 1995 | Carlo Cellino      | Democrazia Cristiana              | Sindaco | [ 7 ] |
| 24 aprile 1995 | 14 giugno 1999 | Carlo Cellino      | centro                            | Sindaco | [ 7 ] |
| 14 giugno 1999 | 14 giugno 2004 | Carlo Cellino      | lista civica                      | Sindaco | [ 7 ] |
| 14 giugno 2004 | 8 giugno 2009  | Daniela Garbero    | lista civica                      | Sindaco | [ 7 ] |
| 8 giugno 2009  | 25 maggio 2014 | Daniela Garbero    | lista civica                      | Sindaco | [ 7 ] |
| 10 giugno 2014 | in carica      | Elsa Ormea         | lista civica Insieme per il paese | Sindaco | [ 7 ] |